# Залізецька Світлана Йосипівна
Світлана Йосипівна Залізецька — українська журналістка, редакторка. Кавалерка ордена «За заслуги» III ступеня (2022).

## Життєпис
Працює директоркою «Головної газети Мелітополя» та вебсайту новин «Регіональне інформаційне агентство — Мелітополь».
У ході російського вторгнення в Україну 2022 року організувала потужне інформування про героїчний спротив окупації Мелітополя. Через безкомпромісну позицію журналістки окупанти брали у заручники її 75-річного батька.

## Нагороди
- орден «За заслуги» III ступеня (6 червня 2022) — за вагомий особистий внесок у розвиток вітчизняної журналістики та інформаційної сфери, мужність і самовідданість, виявлені під час висвітлення подій повномасштабного вторгнення Російської Федерації на територію України, багаторічну сумлінну працю та високу професійну майстерність[2].